# أطلس السحب
أطلس السحب هو مفتاح تصويري (أو أطلس) يهدف إلى تسمية السحب. وكانت أطالس السحب القديمة تمثل عنصرًا مهمًا في تدريب خبراء الأرصاد الجوية فضلاً عن التنبؤ بالطقس، وقد ذكر كاتب الأطلس الصادر في عام 1923 أن «تزايد استخدام الهواء كوسيلة للنقل سيتطلب معرفة تفصيلية بجميع أسرار بناء السحب فضلاً عن أنه سوف يؤدي بنا لهذه المعرفة».

## معلومات تاريخية
على مدار القرن التاسع عشر، طُورت تسميات وتصنيفات أنواع السحب، وتبع ذلك في أواخر نفس القرن ظهور أطالس السحب. ونشرت أول تسمية («التسمية» و«الترقيم») للسحب بـاللغة الإنجليزية بواسطة لوق هوارد في عام 1802. وكان جهدًا جاء عقب جهد مماثل بـاللغة الفرنسية بواسطة جان باتيست لامارك في عام 1801. وحددت تسمية هوارد أربعة أنواع رئيسية للسحب: سحاب قزع أو السحاب الخيطي وسحاب ركام أو سحاب كوم وسحاب طبقي أو سحاب مسطح (ورق مستوٍ) وسحاب ممطر أو سحاب مطير (انظر تصنيف السحب). وتبع ذلك فترة طويلة من تطوير مجال علم الطقس وتصنيف السحب، وصولاً إلى عام 1896، السنة الدولية للسحب. وكان تاريخ هذه الفترة هو موضوع الكتاب الرائج، اختراع السحب. وفي هذا الوقت، أثر كل من القس الإنجليزي كليمنت لي والمحترم رالف آبركرومبي تأثيرًا ملموسًا. ومع ذلك مات الرجلان قبل استقرار وضع هذا التصنيف. وكتب لي كتابًا، باسم كلاود لاند، وهو كتاب مشهور جدًا عند علماء الأرصاد الجوية. وساهم آبركرومبي بعدد من الأبحاث المتعلقة بهذا الموضوع، مؤكدًا على الحقيقة الأكثر أهمية (التي أصبحت رواية بعد ذلك) والمتمثلة في أن السحب موجودة في كل مكان في العالم[بحاجة لمصدر]. وكتب أيضًا بالتعاون مع هوغو هيلدبراند هيلدبراندسون تصنيفًا مفصلاً عن السحب. واعتمد هذا التصنيف في أطلس السحب الخاص بهيلدبراندسون في عام 1890.
وفي عام 1891، أوصى المؤتمر الدولي للأرصاد الجوية في ميونخ باستخدام تصنيف آبركرومبي وهيلدبراندسون.
وفي عام 1896، أقيم مؤتمر دولي آخر للأرصاد الجوية، وتزامنًا معه نُشر أطلس السحب الدولي] الأول. وكان نصرًا سياسيًا وتقنيًا يمثل معيارًا واقعيًا فوريًا. وتطلب التصوير العلمي للسحب عديدًا من صور التقدم التقني، بما في ذلك الأفلام الأسرع (فترات تعرض أقصر) واللون والتباين الكافي بين السحاب والسماء. وكان ألبرت ريجينباتش هو من توصل إلى كيفية زيادة التباين عن طريق استخدام منشور نيكول لتصفية الضوء المستقطب. وتعلم آخرون استخدام المرايا أو أسطح البحيرات والتصوير الانتقائي لأجزاء محددة من السماء من أجل تحقيق نتائج مماثلة.
بعد ذلك، نُشر عديد من الطبعات التي لحقت أطلس السحب الدولي، بما في ذلك طبعات عام 1906 و1911. وظهر في هذه الفترة الزمنية عدد من أطالس السحب الأخرى، بما في ذلك أطلس السحب لصاحبه إم جيه فينسينت (أطلس سحب فينسينت) في عام 1908 في حوليات المرصد الملكي، بروكسل، المجلد رقم 20. واستند إلى أطلس السحب الدولي الصادر عام 1906، ولكن مع تقديم إضافات، صنفت هذه الأطالس السحب إلى ثلاث مجموعات حسب ارتفاع قاعدة السحاب فوق الأرض وقسمتها إلى: منخفضة ومتوسطة وعليا.

## أطالس السحب البارزة
كان أطلس السحب الصادر عام 1890 هو أول أطلس للسحب عُرف وقتها وأول كتاب بهذا العنوان، وقد كتبه هيلدبراندسون وفلاديمير كوبن وجورج فون نيوماير. وكان كتابًا أوراقه بحجم قطع الربع غالي الثمن طباعته طباعة حجرية ملونة تستنسخ 10 لوحات زيتية الألوان و12 صورة للمقارنة، وقد صُمم لاكتشاف مزايا وعيوب تصوير الأشكال التوضيحية العلمية للسحب. وكانت طباعة الكتاب محدودة ولكنها كدليل على المفهوم فقد كانت تمثل نجاحًا كبيرًا، يقود مباشرة إلى أطلس السحب الدولي.
نُشر أول أطلس سحب دولي في عام 1896. وتم إعداد هذا الأطلس بواسطة هيلدبراندسون وريجينباتش وليون تيسيرنس دي بورت، أعضاء لجنة السحب في اللجنة الدولية للأرصاد الجوية. ويتكون من ألواح ألوان السحب، ومعظم من الصور ولكن به بعض الرسومات، والنصوص الفرنسية والإنجليزية والألمانية أيضًا. واختيرت الألواح من بين أفضل 300 من الصور الملونة للسحب والمقدمة عن طريق أعضاء اللجنة. واستمرت طباعة الأطلس منذ ذلك الحين وفي طبعات متعددة.